# Экономика Бахрейна
Экономика Бахрейна сильно зависима от нефти и газа. Бахрейн занимает 100-е место в мире по ВВП (ППС), 95-е место по ВВП (номинал), 25-е место по ВВП (ППС) на душу населения и 37-е место по ВВП (номинал) на душу населения. Валюта Бахрейна — вторая самая ценная денежная единица в мире. Имеет динамичную капиталистическую экономику, в которой уровень правительственного контроля над инвестициями и внешней торговлей постепенно снижается. Столица страны Манама является центром для многих крупных финансовых структур. Сектор банковских и финансовых услуг Бахрейна, особенно Исламский банкинг, извлек выгоду из регионального бума, вызванного спросом на нефть. С конца 20-го века Бахрейн вложил значительные средства в банковский и туристический секторы. В 2008 году Бахрейн был назван самым быстрорастущим финансовым центром мира согласно Индексу Глобальных Финансовых Центров Лондонского Сити. Согласно Индексу экономической свободы 2020 года, Бахрейн имеет 4-е самую свободную экономику среди стран Ближнего Востока и Северной Африки, а его общий балл намного выше средних региональных и мировых показателей. Альтернативный индекс, опубликованный Институтом Фрейзера, ставит Бахрейн на 70-е место. Всемирный банк признал Бахрейн страной с высоким уровнем дохода. Нефть — это самый экспортируемый продукт Бахрейна, на который приходится чуть больше 40 % экспортных поступлений, 85 % государственных доходов и 10 % ВВП. Алюминий является вторым наиболее экспортируемым продуктом, за ним следуют финансы и строительные материалы. Уровень безработицы в Бахрейне — один из самых низких в регионе по состоянию на 2020 год. Сокращение рабочей силы становится причиной приезда иностранных рабочих — легальных и нелегальных. Доля сельского хозяйства в ВВП составляет 0,28 % в 2020 году.

## ВВП
По данным МВФ на 2019 год, ВВП по ППС Бахрейна занимает 100-е место в мире.
Валовой внутренний продукт (сумма всех потреблённых товаров и услуг, произведённых в стране в обусловленный период времени) Бахрейна в 2019 году составил 38,574 млрд долларов США. Наибольшую долю ВВП составляет сфера услуг (60,4 %), 39,3 % — промышленность, наименьшая доля приходится на сельское хозяйство, всего 0,28 %.
В следующей таблице показаны основные экономические показатели за 1980—2019 года.
| Год  | ВВП (ППС)(млрд долл. США) | ВВП на душу населения (ППС)(долл. США) | Рост ВВП (реальный; процент) | Инфляция (ИПЦ; процент) | Безработица (процент) | Государственный долг (процент от ВВП) |
| ---- | ------------------------- | -------------------------------------- | ---------------------------- | ----------------------- | --------------------- | ------------------------------------- |
| 1980 | 7,334                     | 20 802                                 | 7,5                          | 3,8                     | н/д                   | н/д                                   |
| 1981 | ▲8,251                    | ▲22 504                                | ▼2,8                         | 11,4                    | н/д                   | н/д                                   |
| 1982 | ▲9,322                    | ▲24 534                                | ▲6,4                         | 8,7                     | н/д                   | н/д                                   |
| 1983 | ▲10,365                   | ▲26 379                                | ▲6,9                         | 3,2                     | н/д                   | н/д                                   |
| 1984 | ▲11,188                   | ▲27 547                                | ▼4,2                         | 0                       | н/д                   | н/д                                   |
| 1985 | ▲11,435                   | ▼27 216                                | ▼-0,9                        | -2,4                    | н/д                   | н/д                                   |
| 1986 | ▲11,721                   | ▼26 948                                | ▲0,5                         | -2,5                    | н/д                   | н/д                                   |
| 1987 | ▲11,864                   | ▼26 337                                | ▼-1,2                        | -1,7                    | н/д                   | н/д                                   |
| 1988 | ▲13,014                   | ▲27 886                                | ▲5,9                         | 0,2                     | н/д                   | н/д                                   |
| 1989 | ▲13,661                   | ▲28 255                                | ▼1                           | 1,2                     | н/д                   | н/д                                   |
| 1990 | ▲14,669                   | ▲30 077                                | ▲3,5                         | 1,3                     | н/д                   | 7,5                                   |
| 1991 | ▲15,552                   | ▲30 533                                | ▼2,3                         | 0,9                     | н/д                   | ▼6,9                                  |
| 1992 | ▲16,995                   | ▲32 908                                | ▲7,1                         | -0,3                    | н/д                   | ▼6,7                                  |
| 1993 | ▲18,721                   | ▲35 308                                | ▲7,6                         | 2,6                     | н/д                   | ▼6,2                                  |
| 1994 | ▲19,735                   | ▲36 253                                | ▼3,2                         | 3,9                     | н/д                   | ▼5,9                                  |
| 1995 | ▲20,536                   | ▲36 745                                | ▼1,9                         | 3,1                     | н/д                   | ▲14,2                                 |
| 1996 | ▲21,592                   | ▲37 630                                | ▲3,3                         | -0,2                    | н/д                   | ▼13,7                                 |
| 1997 | ▲22,480                   | ▲38 158                                | ▼2,3                         | 4,6                     | н/д                   | ▲15,4                                 |
| 1998 | ▲23,835                   | ▲39 407                                | ▲4,8                         | -0,4                    | н/д                   | ▲20,8                                 |
| 1999 | ▲25,623                   | ▲41 262                                | ▲5,9                         | -1,3                    | н/д                   | ▲25,72                                |
| 2000 | ▲28,035                   | ▲43 970                                | ▲7                           | -0,7                    | н/д                   | ▲25,75                                |
| 2001 | ▲29,363                   | ▲44 401                                | ▼2,5                         | -1,2                    | н/д                   | ▲26,1                                 |
| 2002 | ▲30,826                   | ▲43 384                                | ▲3,3                         | -0,5                    | н/д                   | ▲28,4                                 |
| 2003 | ▲33,376                   | ▲43 656                                | ▲6,3                         | 1,7                     | н/д                   | ▲32,4                                 |
| 2004 | ▲36,667                   | ▲44 513                                | ▲6,9                         | 2,2                     | н/д                   | ▼29,3                                 |
| 2005 | ▲40,368                   | ▲45 418                                | ▼6,8                         | 2,6                     | н/д                   | ▼24,2                                 |
| 2006 | ▲44,28                    | ▲46 104                                | ▼6,5                         | 2                       | н/д                   | ▼20,2                                 |
| 2007 | ▲49,24                    | ▲47 379                                | ▲8,3                         | 3,3                     | 5,6                   | ▼16,3                                 |
| 2008 | ▲53,331                   | ▲48 198                                | ▼6,2                         | 3,5                     | ▼3,7                  | ▼12,6                                 |
| 2009 | ▲55,103                   | ▼46 761                                | ▼2,5                         | 2,8                     | ▲4                    | ▲21,4                                 |
| 2010 | ▲58,163                   | ▲47 112                                | ▲4,3                         | 1,9                     | ▼3,6                  | ▲29,7                                 |
| 2011 | ▲60,556                   | ▲50 673                                | ▼1,9                         | -0,3                    | ▲4                    | ▲32,8                                 |
| 2012 | ▲65,875                   | ▲54 489                                | ▲3,7                         | 2,8                     | ▼3,7                  | ▲36,2                                 |
| 2013 | ▲67,717                   | ▼54 035                                | ▲5,4                         | 3,3                     | ▲4,4                  | ▲43,9                                 |
| 2014 | ▲68,276                   | ▼51 938                                | ▼4,3                         | 2,6                     | ▼3,8                  | ▲44,4                                 |
| 2015 | ▼62,523                   | ▼45 627                                | ▼2,5                         | 1,8                     | ▼3,4                  | ▲66,4                                 |
| 2016 | ▲63,831                   | ▼44 834                                | ▲3,6                         | 2,8                     | ▲3,7                  | ▲81,3                                 |
| 2017 | ▲71,282                   | ▲49 085                                | ▲4,3                         | 1,4                     | ▼3,6                  | ▲88,1                                 |
| 2018 | ▲74,292                   | ▲50 155                                | ▼1,8                         | 2,1                     | ▲3,9                  | ▲95                                   |
| 2019 | ▲76,994                   | ▲51 891                                | ▲1,82                        | 1                       | ▲4                    | ▲103,4                                |

## История
В 18 веке Бахрейн обладал огромным потенциалом богатства из-за большого количества жемчужин, найденных в его водах. Впервые нефть в Бахрейне была обнаружена в 1932 году. Обнаружение нефти дало стране возможность для модернизации своей экономики; в 70-х — 80-х годах Бахрейн превратился в финансовый центр Ближнего Востока. Бахрейн обрёл независимость от Британской Империи и стал конституционной монархией в 1971 году.

## Сельское хозяйство
Несмотря на низкую норму осадков и бедные почвы, сельское хозяйство исторически было важным сектором экономики Бахрейна. До 1940-х годов финики были основным продуктом сельского хозяйства Бахрейна.
В 1986 году на сельское хозяйство приходился 1,37 % ВВП. Сегодня сельское хозяйство составляет лишь около 0,28 % ВВП Бахрейна, или около 23.6 миллионов долларов США. В сельском хозяйстве занят 1 % трудоспособного населения страны. Для сельского хозяйства пригодно только 4 % территории. В оазисах выращивают финиковую пальму, цитрусовые, виноград, персик, фисташки, овощи, зерновые (пшеницу, кукурузу и ячмень)

## Промышленность
Основная отрасль промышленности — нефтегазовая, которая обеспечивает производство ок. 25 % ВВП страны, 60 % государственного бюджета и 60 % валютных поступлений от внешнеторговых операций. В настоящее время отрасль полностью контролируется нефтегазовым госконцерном «Бахрейн Петролеум Ко» (БАПКО).
Страна располагает незначительными запасами нефти, которые находятся на грани истощения. В 2015 году в стране было добыто 18,462 млн баррелей нефти, что выше уровня 2014 года на 3,7 %. Однако, в начале апреля 2018 года власти Бахрейна объявили об открытии в бассейне Халидж-аль-Бахрейн крупнейшего в мире месторождения сланцевой нефти общим объемом 80 млрд баррелей.
Кроме нефти Бахрейн располагает огромными запасами природного газа.
Среди других отраслей промышленности широкое развитие получили алюминиевая (работающая на австралийском глинозёме) и судостроительная промышленности.
Бахрейнский алюминиевый комбинат «АЛБА» — одно из крупнейших предприятий по производству алюминия в мире, его производственная мощность — 509 тыс. т в год.
Судоремонтная промышленность страны представлена Арабской судостроительной и судоремонтной компанией (ASRY). В Бахрейне функционирует крупнейший в мире сухой док, который способен принимать супертанкеры водоизмещением 500 тыс. тон.
Ведётся жемчужный промысел, который в настоящее время фактически предоставлен самому себе.

## Энергетика
Суммарные запасы энергоносителей оцениваются в размере 0,149 млрд тут (в угольном эквиваленте). На конец 2019 года электроэнергетика страны в соответствии с данными EES EAEC характеризуется следующими показателями. Установленная мощность — нетто электростанций — 6977 МВт, в том числе: тепловые электростанции, сжигающие органическое топливо (ТЭС) — 99,9 %, возобновляемые источники энергии (ВИЭ) — 0,1 %. Производство электроэнергии-брутто — 33 453 млн. кВт∙ч, в том числе: ТЭС — 100,0 % . Конечное потребление электроэнергии — 32 783 млн. кВт∙ч, из которого: промышленность — 50,1 %, бытовые потребители — 28,7 %, коммерческий сектор и предприятия общего пользования — 21,0 %, сельское, лесное хозяйство и рыболовство — 0,2 %. Показатели энергетической эффективности: в 2019 году душевое потребление валового внутреннего продукта по паритету покупательной способности (в номинальных ценах) — 52 234 долларов, душевое (валовое) потребление электроэнергии — 22 091 кВт∙ч, душевое потребление электроэнергии населением — 6350 кВт∙ч. Число часов использования установленной мощности-нетто электростанций — 4757 часов.

## Транспорт
Аэропорт
Автодороги:
- всего — 3498 км, в том числе:
  - с твёрдым покрытием — 2768 км
  - без твёрдого покрытия — 730 км

Водный транспорт:
- всего судов — 7

## Финансы
Бахрейн является крупнейшим международным финансовым центром и, в частности, офшорным финансовым центром.
Банковский сектор занимает 2-е место в экономике страны, обеспечивая порядка 20 % ВВП королевства. Центральное место в структуре финансово-кредитной системы занимает Центральный банк Бахрейна. В 2001 году финансовая система Бахрейна включала в себя: 19 коммерческих банков (в том числе 2 специализированных), 13 исламских банков, 48 офшорных банков, 33 инвестиционных банка, 36 представительств, 5 брокерских агентств, 19 обменных пунктов.
В 2001 их общий оборот составил 102,700 млрд долл., из них 88,370 млрд долл. приходилось на офшорные банки, 3,883 млрд долл. на коммерческие банки, 4,034 млрд долл. США на инвестиционные банки.
Бахрейн является ведущим центром исламского банкинга на Среднем Востоке.